# Осиповка (Благовещенский район)
Осиповка (баш. Осиповка) — село в Благовещенском районе Башкортостана. Административный центр Октябрьского сельсовета.

## История
Данный населенный пункт был основан предположительно в 1880-е годы. Крестьяне починка образовывали Осиповское сельское общество, в состав которого входили еще три селения. В церковном отношении Осиповский починок входил в приход села Усы-Степановка. Среди крестьян починка было много Кислицыных, Щеклеиных, Шиховых, Вшивцевых, Лундовских, также проживали Евдокимовы, Зайцевы, Вяткины, Устюговы, Коробовы и другие.
В 1895 году насчитывался 31 двор и 170 человек. В 1905 году были отмечены кузница, бакалейная лавка и церковно-приходская школа. По некоторым данным в 1910 году в починке была земская одноклассная школа.
В 1913 году насчитывалось 34 хозяйства и 192 крестьянина.
С 1930-х годов деревня Осиповка входит в состав Октябрьского сельсовета. Во время коллективизации  деревня вошла в состав колхоза «Ударник», в 1940-е годы – в колхоз «Землевладелец». В 1950-е годы в Осиповке находилась центральная усадьба колхоза «4-я пятилетка», в 1957 году деревня вошла в состав «Полянский», а 1981 году стала центром совхоза «Осиповский». 

## Население
| 2002 | 2009 | 2010 |
| ---- | ---- | ---- |
| 425  | ↗470 | ↘364 |

Согласно переписи 2002 года, преобладающая национальность — русские (58 %).
Динамика населения: 1939 году насчитывалось 169 человек, в 1969 – 178, в 1989 – 445, в 2010 году - 364 жителя.

## Географическое положение
Расстояние до:
- районного центра (Благовещенск): 77 км,
- ближайшей ж/д станции (Загородная): 93 км.